# Hello! (Cesare Cremonini)
Hello! è il secondo singolo di Cesare Cremonini, che vede la collaborazione di Malika Ayane, estratto dalla sua prima raccolta di successi, intitolata 1999-2010 The Greatest Hits. Il brano è stato inserito anche nella Special tour edition dell'album Grovigli di Malika Ayane.

## Descrizione
Il brano è stato scritto dai due artisti e prodotto da Walter Mameli. In un'intervista Cesare Cremonini ha presentato il brano:
Il brano è stato registrato presso gli "Air Studios" di Londra e i "Mille Galassie Studios" di Bologna da Steve Orchard. Gli arrangiamenti orchestrali della London Session Orchestra diretta da Nick Ingman. Ha ottenuto un buon successo radiofonico.

## Formazione
- Cesare Cremonini - voce, arrangiamenti
- Malika Ayane - voce
- Nicola 'Ballo' Balestri - basso
- Elio Rivagli - batteria
- Andrea Morelli - chitarra
- Alessandro 'Il Duka' Magnanini - arrangiamenti
- Nick Ingman - arrangiamenti
- Walter Mameli - produzione

## Classifiche
| Classifica (2010) | Posizione massima |
| ----------------- | ----------------- |
| Italia            | 7                 |

### Classifiche di fine anno
| Classifica (2010) | Posizione |
| ----------------- | --------- |
| Italia            | 81        |